# ستان دانيلز
ستان دانيلز هو كاتب سيناريو ومنتج تلفزيوني وملحن ومنتج أفلام ومخرج وشاعر كندي، ولد في 31 يوليو 1934 في تورونتو في كندا، وتوفي في 6 أبريل 2007 في إنسينو ‏ في الولايات المتحدة بسبب نوبة قلبية.

## وصلات خارجية
- ستان دانيلز على موقع IMDb (الإنجليزية)
- ستان دانيلز على موقع ألو سيني (الفرنسية)
- ستان دانيلز على موقع أول موفي (الإنجليزية)
- ستان دانيلز على موقع قاعدة بيانات برودواي على الإنترنت (الإنجليزية)
- ستان دانيلز على موقع قاعدة بيانات الأفلام السويدية (السويدية)
- ستان دانيلز على موقع قاعدة بيانات الفيلم (الإنجليزية)
- ستان دانيلز على موقع كينوبويسك (الروسية)